# 英国アカデミー賞 脚色賞
英国アカデミー賞 脚色賞（BAFTA Award for Best Adapted Screenplay）は、1983年度より始まった。前年までは英国アカデミー賞脚本賞（BAFTA Award for Best Screenplay）だったものが、オリジナル脚本賞と分かれて設置された。

## 各年の受賞者と候補者

### 1980年代
- 1983年[1]: 『熱砂の日』 - ルース・プラヴァー・ジャブヴァーラ
  - Betrayal - ハロルド・ピンター
  - 『リタと大学教授』 - ウィリー・ラッセル
  - 『トッツィー』 - ラリー・ゲルバート、マレー・シスガル

- 1984年[2]: 『キリング・フィールド』 - ブルース・ロビンソン
  - 『アナザー・カントリー』 - ジュリアン・ミッチェル
  - 『ドレッサー』 - ロナルド・ハーウッド
  - 『パリ、テキサス』 - サム・シェパード

- 1985年[3]: 『女と男の名誉』 - リチャード・コンドン、ジャネット・ローチ
  - 『アマデウス』 - ピーター・シェーファー
  - 『インドへの道』 - デヴィッド・リーン
  - The Shooting Party - ジュリアン・ボンド

- 1986年[4]: 『愛と哀しみの果て』 - カート・リュードック
  - 『愛は静けさの中に』 - ヘスパー・アンダーソン、マーク・メドフ
  - 『カラーパープル』 - メノ・メイエス
  - 『乱』 - 井手雅人、黒澤明、小國英雄
  - 『眺めのいい部屋』 - ルース・プラヴァー・ジャブヴァーラ

- 1987年[5]: 『愛と宿命の泉 PART I/フロレット家のジャン』 - クロード・ベリ、ジェラール・ブラッシュ
  - 『チャーリング・クロス街84番地』 - ヒュー・ホワイトモア
  - Little Dorrit - クリスティン・エザード
  - 『プリック・アップ』 - アラン・ベネット

- 1988年[6]: 『存在の耐えられない軽さ』 - ジャン＝クロード・カリエール、フィリップ・カウフマン
  - 『バベットの晩餐会』 - ガブリエル・アクセル
  - 『太陽の帝国』 - トム・ストッパード
  - 『ロジャー・ラビット』 - ジェフリー・プライス&ピーター・シーマン

- 1989年[7]: 『危険な関係』 - クリストファー・ハンプトン
  - 『偶然の旅行者』 - フランク・ガラチ、ローレンス・カスダン
  - 『マイ・レフトフット』 - シェーン・コノートン、ジム・シェリダン
  - 『旅する女／シャーリー・バレンタイン』 - ウィリー・ラッセル

### 1990年代
- 1990年[8]: 『グッドフェローズ』 - ニコラス・ピレッジ、マーティン・スコセッシ
  - 『7月4日に生まれて』 - ロン・コヴィック、オリバー・ストーン
  - 『ドライビング Miss デイジー』 - アルフレッド・ウーリー
  - 『ハリウッドにくちづけ』 - キャリー・フィッシャー
  - 『ローズ家の戦争』 - マイケル・リーソン

- 1991年[9]: 『ザ・コミットメンツ』 - ディック・クレメント、ロディ・ドイル、イアン・ラ・フレネ
  - 『シラノ・ド・ベルジュラック』 - ジャン＝クロード・カリエール、ジャン＝ポール・ラプノー
  - 『ダンス・ウィズ・ウルブズ』 - マイケル・ブレイク
  - 『羊たちの沈黙』 - テッド・タリー

- 1992年[10]: 『ザ・プレイヤー』 - マイケル・トルキン
  - 『ハワーズ・エンド』 - ルース・プラワー・ジャブヴァーラ
  - 『JFK』 - ザカリー・スクラー、オリヴァー・ストーン
  - 『ダンシング・ヒーロー』 - バズ・ラーマン、クレイグ・ピアース

- 1993年[11]: 『シンドラーのリスト』 - スティーヴン・ザイリアン
  - 『父の祈りを』 - テリー・ジョージ、ジム・シェリダン
  - 『日の名残り』 - ルース・プラヴァー・ジャブヴァーラ
  - 『永遠の愛に生きて』 - ウィリアム・ニコルソン
  - 『セント・オブ・ウーマン/夢の香り』 - ボー・ゴールドマン

- 1994年[12]: 『クイズ・ショウ』 - ポール・アタナシオ
  - 『明日にむかって…』 - ロナルド・ハーウッド
  - 『フォレスト・ガンプ/一期一会』 - エリック・ロス
  - 『ジョイ・ラック・クラブ』 - ロナルド・バス、エイミ・タン
  - 『トリコロール/赤の愛』 - クシシュトフ・キェシロフスキ、クシシュトフ・ピエシェヴィッチ

- 1995年[13]: 『トレインスポッティング』 - ジョン・ホッジ
  - 『ベイブ』 - ジョージ・ミラー、クリス・ヌーナン
  - 『リービング・ラスベガス』 - マイク・フィギス
  - 『英国万歳!』 - アラン・ベネット
  - 『イル・ポスティーノ』 - アンナ・パヴィニャーノ、マイケル・ラドフォード、マッシモ・トロイージ、ジャコモ・スカルペッリ、フリオ・スカルペッリ
  - 『いつか晴れた日に』 - エマ・トンプソン

- 1996年[14]: 『イングリッシュ・ペイシェント』 - アンソニー・ミンゲラ
  - 『クルーシブル』 - アーサー・ミラー
  - 『エビータ』 - アラン・パーカー、オリバー・ストーン
  - 『リチャード三世』 - リチャード・ロンクレイン、イアン・マッケラン

- 1997年[15]: 『ロミオ+ジュリエット』 - バズ・ラーマン、クレイグ・ピアース
  - 『アイス・ストーム』 - ジェームズ・シェイマス
  - 『L.A.コンフィデンシャル』 - カーティス・ハンソン、ブライアン・ヘルゲランド
  - 『鳩の翼』 - ホセイン・アミニ

- 1998年[16]: 『パーフェクト・カップル』 - エレイン・メイ
  - 『ほんとうのジャクリーヌ・デュ・プレ』 - フランク・コトレル・ボイス
  - 『リトル・ヴォイス』 - マーク・ハーマン
  - 『ウワサの真相/ワグ・ザ・ドッグ』 - ヒラリー・ヘンキン、デヴィッド・マメット

- 1999年[17]: 『ことの終わり』 - ニール・ジョーダン
  - 『ぼくの国、パパの国』 - アユブ・ハーン＝ディン
  - 『理想の結婚』 - オリヴァー・パーカー
  - 『リプリー』 - アンソニー・ミンゲラ

### 2000年代
- 2000年[18]: 『トラフィック』 - スティーヴン・ギャガン
  - 『ショコラ』 - ロバート・ネルソン・ジェイコブス
  - 『グリーン・デスティニー』 - ジェームズ・シェイマス、ワン・ホエリン、ツァイ・クォジュン
  - 『ハイ・フィデリティ』 - ジョン・キューザック、D・V・デヴィンセンティス、スティーヴ・ピンク、スコット・ローゼンバーグ
  - 『ワンダー・ボーイズ』 - スティーヴ・クローヴス

- 2001年[19]: 『シュレック』 - テッド・エリオット、テリー・ロッシオ、ロジャー・S・H・シュルマン、ジョー・スティルマン
  - 『ビューティフル・マインド』 - アキヴァ・ゴールズマン
  - 『ブリジット・ジョーンズの日記』 - リチャード・カーティス、アンドリュー・デイヴィス、ヘレン・フィールディング
  - 『アイリス』 - リチャード・エアー、チャールズ・ウッド（英語版）
  - 『ロード・オブ・ザ・リング』 - フィリッパ・ボウエン、ピーター・ジャクソン、フラン・ウォルシュ

- 2002年[20]: 『アダプテーション』 - チャーリー・カウフマン、ドナルド・カウフマン
  - 『アバウト・ア・ボーイ』 - ピーター・ヘッジズ、クリス・ワイツ、ポール・ワイツ
  - 『キャッチ・ミー・イフ・ユー・キャン』 - ジェフ・ナサンソン
  - 『めぐりあう時間たち』 - デヴィッド・ヘアー
  - 『戦場のピアニスト』 - ロナルド・ハーウッド

- 2003年[21]: 『ロード・オブ・ザ・リング/王の帰還』 - フィリッパ・ボウエン、ピーター・ジャクソン、フラン・ウォルシュ
  - 『ビッグ・フィッシュ』 - ジョン・オーガスト
  - 『コールド マウンテン』 - アンソニー・ミンゲラ
  - 『真珠の耳飾りの少女』 - オリヴィア・ヘトリード
  - 『ミスティック・リバー』 - ブライアン・ヘルゲランド

- 2004年[22]: 『サイドウェイ』 - アレクサンダー・ペイン、ジム・テイラー
  - 『コーラス』 - クリストフ・バラティエ、フィリップ・ロペス＝キュルヴァル
  - 『クローサー』 - パトリック・マーバー
  - 『ネバーランド』 - デヴィッド・マギー
  - 『モーターサイクル・ダイアリーズ』 - ホセ・リベーラ

- 2005年[23]: 『ブロークバック・マウンテン』 - ラリー・マクマートリー、ダイアナ・オサナ
  - 『カポーティ』 - ダン・フッターマン
  - 『ナイロビの蜂』 - ジェフリー・ケイン
  - 『ヒストリー・オブ・バイオレンス』 - ジョシュ・オルソン
  - 『プライドと偏見』 - デボラ・モガー

- 2006年[24]: 『ラストキング・オブ・スコットランド』 - ジェレミー・ブルック、ピーター・モーガン
  - 『007 カジノ・ロワイヤル』 - ポール・ハギス、ニール・パーヴィス、ロバート・ウェイド
  - 『ディパーテッド』 - ウィリアム・モナハン
  - 『プラダを着た悪魔』 - アライン・ブロッシュ・マッケンナ
  - 『あるスキャンダルについての覚え書き』 - パトリック・マーバー

- 2007年[25]: 『潜水服は蝶の夢を見る』 - ロナルド・ハーウッド
  - 『つぐない』 - クリストファー・ハンプトン
  - 『君のためなら千回でも』 - デイヴィッド・ベニオフ
  - 『ノーカントリー』 - イーサン&ジョエル・コーエン
  - 『ゼア・ウィル・ビー・ブラッド』 - ポール・トーマス・アンダーソン

- 2008年[26]: 『スラムドッグ$ミリオネア』 - サイモン・ボーファイ
  - 『ベンジャミン・バトン 数奇な人生』 - エリック・ロス
  - 『フロスト×ニクソン』 - ピーター・モーガン
  - 『愛を読むひと』 - デヴィッド・ヘアー
  - 『レボリューショナリー・ロード/燃え尽きるまで』 - ジャスティン・ヘイス

- 2009年[27]: 『マイレージ、マイライフ』 - ジェイソン・ライトマン、シェルドン・ターナー
  - 『第9地区』 - ニール・ブロムカンプ、テリー・タッチェル
  - 『17歳の肖像』 - ニック・ホーンビィ
  - In the Loop - サイモン・ブラックウェル、ジェシー・アームストロング、アーマンド・イアヌッチ、トニー・ローチ
  - 『プレシャス』 - ジェフリー・フレッチャー

### 2010年代
- 2010年[28]: 『ソーシャル・ネットワーク』 - アーロン・ソーキン
  - 『127時間』 - ダニー・ボイル、サイモン・ボーファイ
  - 『ミレニアム ドラゴン・タトゥーの女』 - ラスマス・ヘイスターバング、ニコライ・アーセル
  - 『トイ・ストーリー3』 - マイケル・アーント
  - 『トゥルー・グリット』 - ジョエル&イーサン・コエーン

- 2011年: 『裏切りのサーカス』 - ブリジット・オコナー、ピーター・ストローハン
  - 『ファミリー・ツリー』 - アレクサンダー・ペイン、ナット・ファクソン、ジム・ラッシュ
  - 『ヘルプ 〜心がつなぐストーリー〜』 - テイト・テイラー
  - 『スーパー・チューズデー 〜正義を売った日〜』 - ジョージ・クルーニー、グラント・ヘスロヴ、ボー・ウィリモン
  - 『マネーボール』 - スティーヴン・ザイリアン、アーロン・ソーキン

- 2012年: 『世界にひとつのプレイブック』 - デヴィッド・O・ラッセル
  - 『アルゴ』 - クリス・テリオ
  - 『ハッシュパピー 〜バスタブ島の少女〜』 - ルーシー・アリバー、ベン・ザイトリン
  - 『ライフ・オブ・パイ/トラと漂流した227日』 - デヴィッド・マギー
  - 『リンカーン』 - トニー・クシュナー

- 2013年: 『あなたを抱きしめる日まで』 - スティーヴ・クーガン、ジェフ・ポープ（英語版）
  - 『それでも夜は明ける』 - ジョン・リドリー
  - 『恋するリベラーチェ』 - リチャード・ラグラヴェネーズ
  - 『キャプテン・フィリップス』 - ビリー・レイ
  - 『ウルフ・オブ・ウォールストリート』 - テレンス・ウィンター

- 2014年: 『博士と彼女のセオリー』 - アンソニー・マッカーテン
  - 『アメリカン・スナイパー』 - ジェイソン・ホール（英語版）
  - 『ゴーン・ガール』 - ギリアン・フリン
  - 『イミテーション・ゲーム/エニグマと天才数学者の秘密』 - グレアム・ムーア（英語版）
  - 『パディントン』 - ポール・キング

- 2015年: 『マネー・ショート 華麗なる大逆転』 - アダム・マッケイ、チャールズ・ランドルフ
  - 『ブルックリン』 - ニック・ホーンビィ
  - 『キャロル』 - フィリス・ナジー（英語版）
  - 『ルーム』 - エマ・ドナヒュー（英語版）
  - 『スティーブ・ジョブズ』 - アーロン・ソーキン

- 2016年: 『LION/ライオン 〜25年目のただいま〜』 - ルーク・デイヴィス（英語版）
  - 『メッセージ』 - エリック・ハイセラー
  - 『ハクソー・リッジ』 - アンドリュー・ナイト（英語版）、ロバート・シェンカン（英語版）
  - 『ドリーム』 - セオドア・メルフィ
アリソン・シュローダー（英語版）
  - 『ノクターナル・アニマルズ』 - トム・フォード

- 2017年: 『君の名前で僕を呼んで』 - ジェームズ・アイヴォリー
  - 『スターリンの葬送狂騒曲』 - アーマンド・イアヌッチ、イアン・マーティン（英語版）、デビッド・シュナイダー（英語版）
  - 『リヴァプール、最後の恋』 - マット・グリーンハルシュ（英語版）
  - 『モリーズ・ゲーム』 - アーロン・ソーキン
  - 『パディントン2』 - サイモン・ファーナビー（英語版）、ポール・キング

- 2018年: 『ブラック・クランズマン』 - チャーリー・ワクテル、デヴィッド・ラビノウィッツ、ケヴィン・ウィルモット、スパイク・リー
  - 『ある女流作家の罪と罰』 - ニコール・ホロフセナー、ジェフ・ウィッティー（英語版）
  - 『ファースト・マン』 - ジョシュ・シンガー
  - 『ビール・ストリートの恋人たち』 - バリー・ジェンキンス
  - 『アリー/ スター誕生』 - エリック・ロス、ブラッドリー・クーパー、ウィル・フェッターズ

- 2019年: 『ジョジョ・ラビット』 - タイカ・ワイティティ
  - 『アイリッシュマン』 - スティーヴン・ザイリアン
  - 『ジョーカー』 - トッド・フィリップス、スコット・シルヴァー
  - 『ストーリー・オブ・マイライフ/わたしの若草物語』 - グレタ・ガーウィグ
  - 『2人のローマ教皇』 - アンソニー・マッカーテン

### 2020年代
- 2020年: 『ファーザー』 - クリストファー・ハンプトン、フローリアン・ゼレール
  - 『時の面影』 - モイラ・バフィーニ（英語版）
  - 『モーリタニアン 黒塗りの記録』 - ローリー・ヘインズ、ソフラブ・ノシルヴァン（英語版）、M・B・トラーヴェン
  - 『ノマドランド』 - クロエ・ジャオ
  - 『ザ・ホワイトタイガー（英語版）』 - ラミン・バーラニ（英語版）

- 2021年[29]: 『コーダ あいのうた』 - シアン・ヘダー
  - 『ドライブ・マイ・カー』 - 濱口竜介、大江崇允
  - 『DUNE/デューン 砂の惑星』 - エリック・ロス、ジョン・スペイツ、ドゥニ・ヴィルヌーヴ
  - 『ロスト・ドーター』 - マギー・ギレンホール
  - 『パワー・オブ・ザ・ドッグ』 - ジェーン・カンピオン

- 2022年: 『西部戦線異状なし』 - エドワード・ベルガー、レスリー・パターソン（英語版）、イアン・ストーケル
  - 『生きる LIVING』 - カズオ・イシグロ
  - 『コット、はじまりの夏（英語版）』 - コルム・バレード（英語版）
  - 『SHE SAID/シー・セッド その名を暴け』 - レベッカ・レンキェヴィチ（英語版）
  - 『ザ・ホエール』 - サミュエル・D・ハンター（英語版）

- 2023年: 『アメリカン・フィクション』 - コード・ジェファーソン
  - 『異人たち』 - アンドリュー・ヘイ
  - 『オッペンハイマー』 - クリストファー・ノーラン
  - 『哀れなるものたち』 - トニー・マクナマラ
  - 『関心領域』 - ジョナサン・グレイザー

- 2024年: 『教皇選挙』 - ピーター・ストローハン
  - 『名もなき者/A COMPLETE UNKNOWN』 - ジェームズ・マンゴールド、ジェイ・コックス
  - 『エミリア・ペレス』 - ジャック・オーディアール
  - 『ニッケル・ボーイズ（英語版）』 - ラメル・ロス（英語版）、ジョスリン・バーンズ（英語版）
  - 『シンシン/SING SING』 - クリント・ベントリー、グレッグ・クウェダー、クラレンス・マクリン（英語版）、ジョン・“ディヴァイン・G”・ウィットフィールド